# ماه کوچک من
ماه کوچولوی من (انگلیسی: My Little Moon) فیلمی به کارگردانی، تهیه‌کنندگی و نویسندگی علی عطشانی که در سال سال ۲۰۲۴ ساخته شد.
فیلم سینمایی «ماه کوچولوی من» در ادامه حضورهای بین‌المللی خود، موفق به دریافت جایزه بهترین کارگردانی برای علی عطشانی و بهترین بازیگر نقش اول زن برای ناتالیا پولو از بیست و هشتمین دوره جشنواره FirstGlance فیلادلفیا شد.

## خلاصهٔ داستان
موضوع فیلم درباره ارتباط دو دختر نوجوان است که یکی از آنها در ایران و یکی از آنها در کشور آمریکا زندگی می کند . 

## بازیگران
| بازیگر                | نقش   | توضیحات           |
| --------------------- | ----- | ----------------- |
| ناتالیا استفانیا پولو | ملیسا | دختر آمریکائی     |
| الناز سپنتامهر        | مونا  | دختر ایرانی       |
| برنت کوبلیک           | جان   | پدر دختر آمریکائی |

## فیلمبرداری
این فیلم در سال ۱۴۰۲ در شهر لس آنجلس فیلمبرداری شده است. ،